# Sunbury (Victoria)
Sunbury ist eine Stadt im australischen Bundesstaat Victoria, 29 km nordwestlich des Stadtzentrums von Melbourne. Sie gehört zur Local Government Area Hume City. Bei der Volkszählung 2016 wurden 34.425 Einwohner gezählt. Statistisch gehört Sunbury zum Einzugsbereich von Melbourne.
Sunbury ist noch eine selbständige Gemeinde in der Nähe von Melbourne, aber die Entscheidung der Staatsregierung von Victoria von 2009, die urbane Erweiterungszone von Melbourne auszuweiten, wird vermutlich um 2020 dazu führen, dass Sunbury zum Stadtteil von Melbourne wird.

## Geschichte
Das Gebiet von Sunbury wurde erstmals 1836 von George Evans und William Jackson besiedelt. William Jackson und sein Bruder Samuel benannten die neue Siedlung 1857 Sunbury nach der Stadt Sunbury-on-Thames in der britischen Grafschaft Surrey. Das dortige Postamt wurde am 13. Januar 1858 eröffnet.
Durch seinen bekannten und mächtigen Bürger Big Clarke nimmt Sunbury einen wichtigen Platz in der Entwicklungsgeschichte Victorias ein. Clarks Rolle als einer der größten Schafzüchter der Kolonie und seine Machtposition im Parlament von Victoria waren in der Frühzeit für die Entwicklung von Victoria entscheidend. Ab 1851, in der ersten Zeit der Selbständigkeit des Staates, gab es einen ständigen Kampf zwischen dem Parlament und der Gesetzgebenden Versammlung um die Regierungsmacht. Parlamentsmitglieder wie Clark wagten es, dem Vorrang männlicher Wählerstimmen, dem Republikanismus und dem Chartismus, denen in der Gesetzgebenden Versammlung Ausdruck verliehen wurde, entgegenzutreten, um ihr eigenes Schafzüchterprogramm und ihre Stellung zu schützen. Big Clarke konterkarierte als Vertreter der Bunyip-Aristokratie auch alle Gesetzesreformen, die kleinen Farmern die Ansiedlung ermöglichen sollten. Der Melbourne Punch stellte Clarke in Anti-Schafzücher-Cartoons als „The man in Possession“ dar.
1859 war Big Clarke in einen Skandal um die Entdeckung von Gold auf seinen Besitzungen in der Nähe des Deep Creek verwickelt. Die Aktien der Bolinda Company stiegen und Clarke verkaufte seine Anteile auf dem Höhepunkt des Goldrausches, bevor der Betrug aufgedeckt wurde. Der Goldfund war tatsächlich fingiert, möglicherweise durch eine Schrotflintenladung von Goldstaub in den Proben. Clarke gab an, der reiche Fund sei durch Waschen in einer Suppenschüssel erlangt worden. Der Melbourne Punch erklärte in einem Cartoon, der „The Soup Plate“ betitelt war, wie der Betrug funktionierte.
1837 war Big Clarke in die Gegend gezogen und hatte umfängliche Schafzuchtgenehmigungen für die Gebiete Sunbury, Clarkefield und Monegeetta erworben. 1874 baute Clarks Sohn, William, ein Herrenhaus, auf einem Stück Land namens Rupertswood, das er nach seinem eigenen Sohn Rupert benannte. Dieses Gut hatte auch Zugang zu einer Bahnstation, von wo aus Heuballen nach Adelaide transportiert wurden. Der Bahnhof wurde bereits Ende des 19. Jahrhunderts gebaut, aber die Familie Clarke bezahlten die Eisenbahngesellschaft erst in den 1960er-Jahren dafür. Der Bahnhof existiert heute nicht mehr. Früher hielten dort in den Schulferien täglich zwei Züge, aber seit der Eisenbahnreform wird er nicht mehr genutzt. Die Clarke Familie wurde über ihre Verbindung zu Polizeikommissar Supt. Hare auch mit der Kelly-Gang-Geschichte in Verbindung gebracht.
Der jüngere William, später Sir William, war Präsident des Melbourne Cricket Club und dadurch verbrachte das englische Cricketteam, das in Australien unterwegs war, Weihnachten 1882 in Rupertswood. Am Weihnachtsabend spielte das englische Team gegen ein örtliches Team und verlor. Lady Clarke nahm einen oder mehrere Querhölzer, verbrannte sie und wickelte die Asche in ein kleines purpurfarbenes Samttuch, das sie dem englischen Captain Ivo Bligh gab. Sie schlug vor, die Asche für immer als Trophäe für die Spiele beider Nationalmannschaften zu verwenden. Später wurden die Überreste der verbrannten Querhölzer in eine kleine Urne gefüllt. Die Ashes wurden seither zu einer der meistbegehrten Sporttrophäen der Welt.
1922 verkaufte die Familie Clarke ihr Anwesen an H. V. McKoy, den Besitzer der Sunshine Harvester Works, der es 1927 an die Salesianer Don Boscos weiterverkaufte. Bis vor kurzem wurde das Herrenhaus und das umgebende Anwesen für landwirtschaftliche und Bildungszwecke als Internat für Studenten des Salesianerkollegs verwendet. Jetzt wurde das Herrenhaus renoviert und ist für Hochzeit und ähnliche feierliche Anlässe zu mieten. Die Schule, das Salesian College Rupertswood ist auch heute noch dort ansässig.
Anfang der 1970er-Jahre wurde die damals immer noch größtenteils ländliche Gegend in Australien als Austragungsort des Sunbury Pop Festivals bekannt, das zwischen 1972 und 1975 jährlich abgehalten wurde.

## Bevölkerung

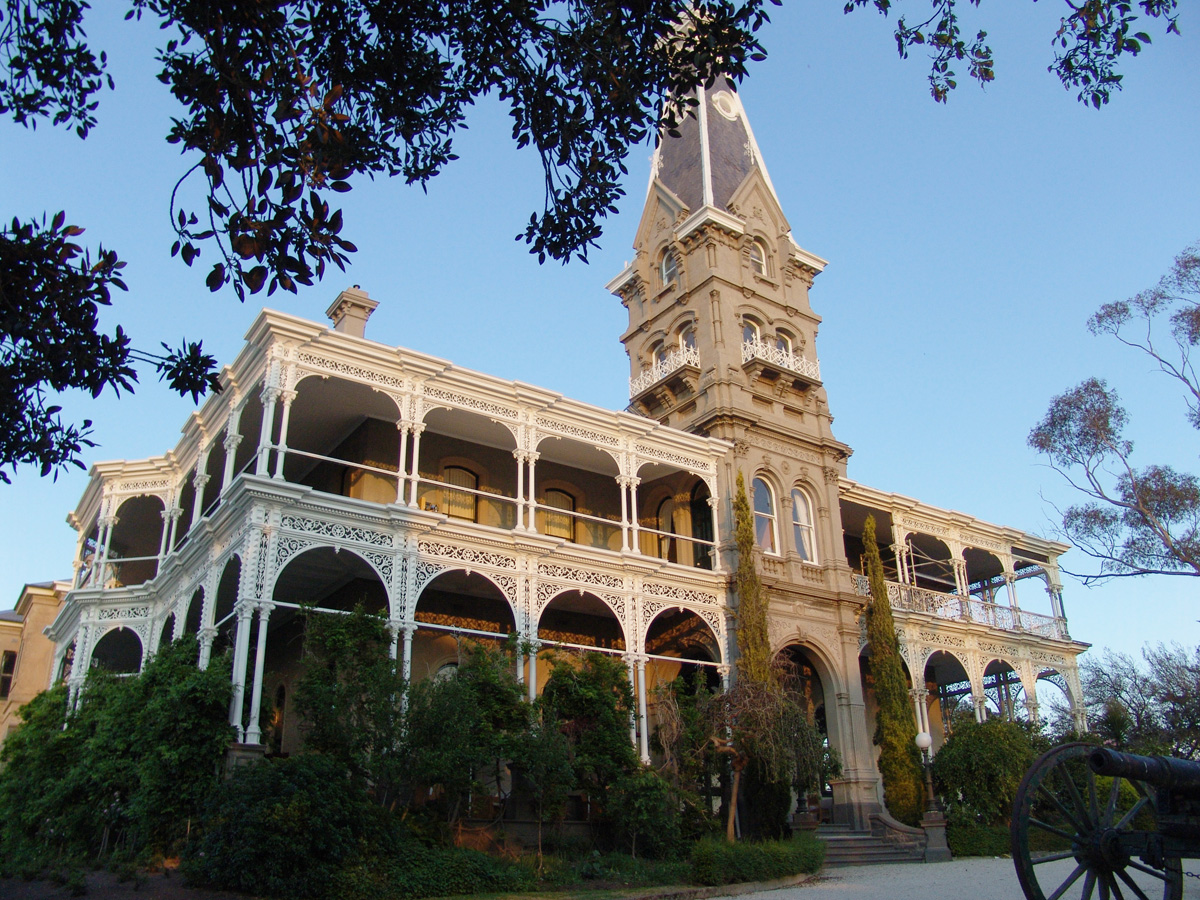
Die Front des Herrenhauses in Rupertswood, Sunbury

Bis in die Mitte der 1980er-Jahre war die demographisch-kulturelle Ausrichtung Sunburys hauptsächlich weiß-angelsächsisch, wobei einige kleinere ethnische Gruppen noch eine gewisse Rolle spielten. Erst in den letzten 20–25 Jahren spielen andere Nationalitäten (vornehmlich durch Einwanderung aus Neuseeland und dem Vereinigten Königreich) eine größere Rolle.
Heute haben die Einwohner von Sunbury diverse kulturelle Hintergründe, teilweise auch durch den Zuzug einfacher Arbeiter, da die Stadt in der Nähe größerer Industriegebiete und Verkehrsanlagen liegt. So ist der Flughafen Melbourne nur 15 km entfernt. Zurzeit gibt es einen Trend, in der Innenstadt von Melbourne zu arbeiten und in einem der Vororte zu wohnen, um sich auf Grund der niedrigeren Mieten und Grundstückspreise mehr leisten zu können. Dies führte auch zu einem deutlichen Anstieg Einwohnerzahl in Sunbury, wo viele Neubaugebiete sich über die Grenzen der alten Stadt hinaus ausdehnen. Bei der Volkszählung von 2001 wurden 25.086 Einwohner festgestellt, 2006 insgesamt 29.566 und 2011 dann 33.062, was Sunbury an die 38. Stelle der großen australischen Städte vorrücken ließ. 2016 lebten 34.425 Menschen in der Stadt.

## Einkaufsmöglichkeiten und Unterhaltung
In Sunbury gibt es Niederlassungen großer Supermarktketten, wie Coles, Woolworths, Foodworks und IGA, und von Kaufhausketten, wie Big W, Harris Scarfe und Target. Außerhalb des Stadtzentrums gibt es Aldi und Bunnings Warehouse. Daneben hat Sunbury viele Lebensmittelgeschäfte und in der Nähe des Bahnhofes ein Reading Cinema (Kino).

## Verkehr

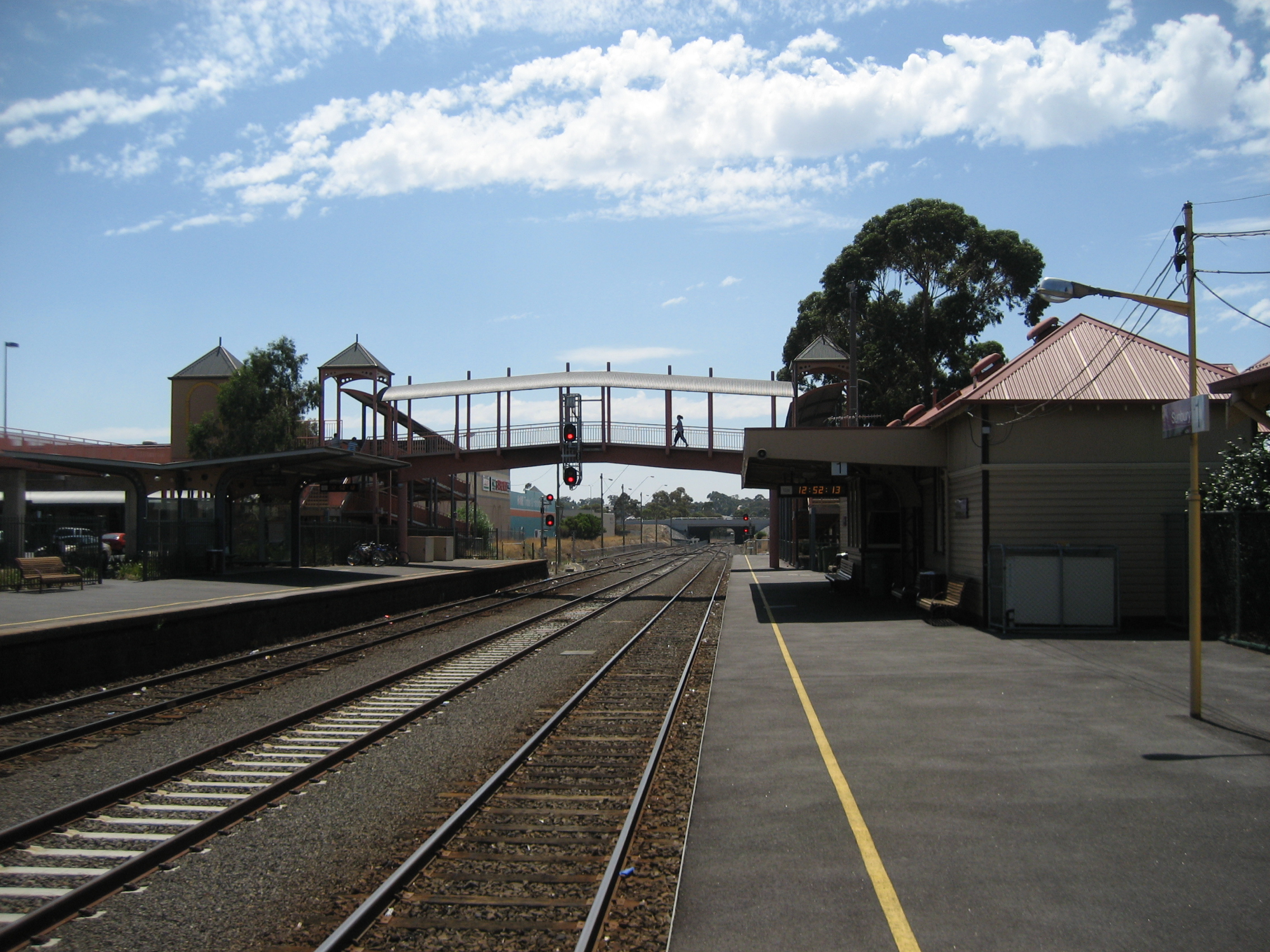
Bahnhof Sunbury

Der Bahnhof Sunbury ist über die V/Line mit Melbourne und Bendigo verbunden. Diese Züge kommen aber nicht so oft wie der Stadtbahn Metlink, die an Wochentagen stündlich in Sunbury halten, an Wochenenden aber nur alle 80 min.
Die Regierung hat angekündigt, dass die Strecke nach Sunbury elektrifiziert wird, um regelmäßig Vorortzüge fahren lassen zu können.

## Schulen
Grundschulen
- Sunbury Primary School
- Sunbury West Primary School
- Sunbury Heights Primary School
- Killara Primary School
- Kismet Primary School
- St. Anne’s Primary School
- Our Lady of Mount Carmel Primary School
- Goonawarra Primary School

Weiterführende Schulen
- Sunbury College (früher: Sunbury Secondary College, Sunbury High School)
- Sunbury Downs College (früher: Sunbury Post-primary School)
- Salesianerkolleg Rupertswood

Sonderschulen
- Sunbury and Macedon Ranges Special School

Universität
- Victoria University, Campus Sunbury

## Sport
In Sunbury gibt es Vereine für folgende Sportarten:
- Badminton
- Basketball
- Bowls
- Boy Scouts
- Cricket
- Football
- Fußball
- Girl Guides
- Golf
- Reiten
- Rugby
- Schwimmen
- Tanz
- Tennis

## Politik
Sunbury gehört zur City of Hume. Die Delegierten der Stadt sind Cr. Ann Potter und Cr. Jack Ogilvie. Im Parlament von Victoria vertritt Joanne Duncan die Stadt und im Bundesparlament Maria Vamvakinou.

## Persönlichkeiten

### Söhne und Töchter der Stadt
- Nathan Phillips (* 1980), Schauspieler
- Linden Hall (* 1991), Leichtathletin

### Bekannte Einwohner
- David Schwarz (* 1972), Footballspieler
- Mark Johnson (* 1978), Footballspieler
- James Kelly (* 1983), Footballspieler
- Matthew Egan (* 1983), Footballspieler
- Cameron Wight (* 1985), Footballspieler
- Cassi Van Den Dungen (* 1992), Teilnehmerin bei Australia’s Next Top Model, Staffel 5
- Taylor Hine (* 1992), Footballspieler